# شنودة الثالث
البابا شنودة الثالث (وُلِد باسم نظير جيد روفائيل) (3 أغسطس 1923 - 17 مارس 2012)، بابا الإسكندرية وبطريرك الكرازة المرقسية وسائر بلاد المهجر، وهو البابا رقم 117. كان أول أسقف للتعليم المسيحي قبل أن يصبح البابا، وهو رابع أسقف يصبح البابا بعد البابا يوأنس التاسع عشر (1928 - 1942) ومكاريوس الثالث (1944 - 1945) ويوساب الثاني (1946 - 1956). وقد كان من الكتّاب أيضًا إلى جانب الوظيفة الدينية العظمى التي يشغلها، وكان ينشر في جريدة الأهرام الحكومية المصرية بصورة منتظمة.

## دراسته

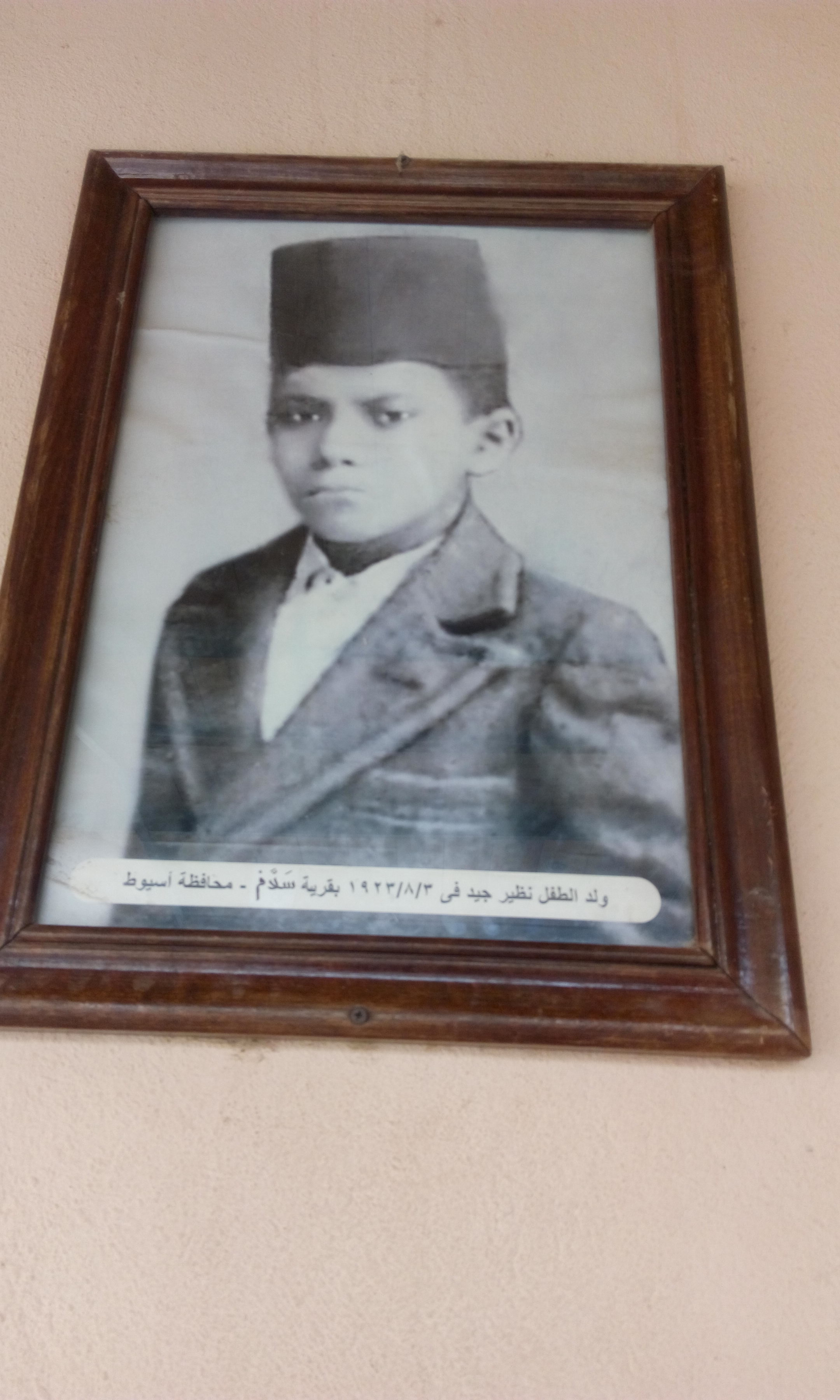
البابا شنودة وهو طفل

التحق بجامعة فؤاد الأول، في قسم التاريخ، وبدأ بدراسة التاريخ الفرعوني والإسلامي والتاريخ الحديث، وحصل على الليسانس بتقدير (ممتاز) عام 1947. وفي السنة النهائية بكلية الآداب التحق بالكلية الإكليركية. وبعد حصوله على الليسانس بثلاث سنوات تخرج من الكلية الإكليركية عمل مدرساً للتاريخ. حضر فصولا مسائية في كلية اللاهوت القبطي وكان تلميذاً وأستاذاُ في نفس الكلية في نفس الوقت.
كان يحب الكتابة وخاصة كتابة القصائد الشعرية ولقد كان ولعدة سنوات محررا ثم رئيسا للتحرير في مجلة مدارس الآحد وفي الوقت نفسه كان يتابع دراساته العليا في علم الآثار القديمة. كان من الأشخاص النشيطين في الكنيسة وكان خادما في مدارس الآحد. ثم ضباطاً برتبة ملازم بالجيش. [بحاجة لمصدر]

## انخراطه في العمل الديني
كان نظير جيد (اسمه الحقيقي) خادما بجمعية النهضة الروحية التابعة لكنيسة العذراء مريم بمسرة وطالباً بمدارس الأحد ثم خادماً بكنيسة الأنبا إنطونيوس بشبرا في منتصف الأربعينات.
رسم راهباً باسم (إنطونيوس السرياني) في يوم السبت 18 يوليو 1954، وقد قال أنه وجد في الرهبنة حياة مليئة بالحرية والنقاء. ومن عام 1956 إلى عام 1962 عاش حياة الوحدة في مغارة تبعد حوالي 7 أميال عن مبنى الدير مكرسا فيها كل وقته للتأمل والصلاة.
وبعد سنة من رهبنته تمت سيامته قسِّاً. أمضى 10 سنوات في الدير دون أن يغادره. عمل سكرتيراً خاصاً للبابا كيرلس السادس في عام 1959. رُسِمَ أسقفاً للمعاهد الدينية والتربية الكنسية، وكان أول أسقف للتعليم المسيحي وعميد الكلية الإكليريكية، وذلك في 30 سبتمبر 1962.

## باباويته
وعندما توفي البابا كيرلس في الثلاثاء 9 مارس 1971 أجريت انتخابات البابا الجديد في الأربعاء 13 أكتوبر. ثم جاء حفل تتويج البابا (شنودة) للجلوس على كرسي البابوية في الكاتدرائية المرقسية الكبرى بالقاهرة في 14 نوفمبر 1971 وبذلك أصبح البابا رقم (117) في تاريخ البطاركة.
في عهده تمت سيامة أكثر من 100 أسقف وأسقف عام؛ بما في ذلك أول أسقف للشباب، أكثر من 400 كاهن وعدد غير محدود من الشمامسة في القاهرة والإسكندرية وكنائس المهجر. أولى اهتماما خاصا لخدمة المرأة في الكنيسة القبطية الأرثوذكسية. يحاول دائما قضاء ثلاثة أيام أسبوعيا في الدير، وحبه لحياة الرهبنة أدى إلى انتعاشها في الكنيسة القبطية حيث تم في عهده سيامة المئات من الرهبان والراهبات. وكان أول بطريرك يقوم بإنشاء العديد من الأديرة القبطية خارج جمهورية مصر العربية وأعاد تعمير عدد كبير من الأديرة التي اندثرت.
في عهده زادت الأبارشيات كما تم إنشاء عدد كبير من الكنائس سواء داخل أو خارج جمهورية مصر.

## خلافه مع السادات

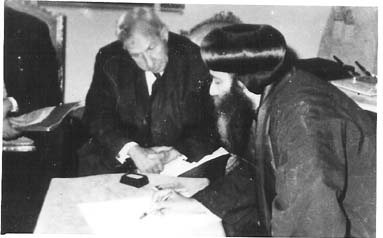
باهور لبيب مع البابا شنودة الثالث.

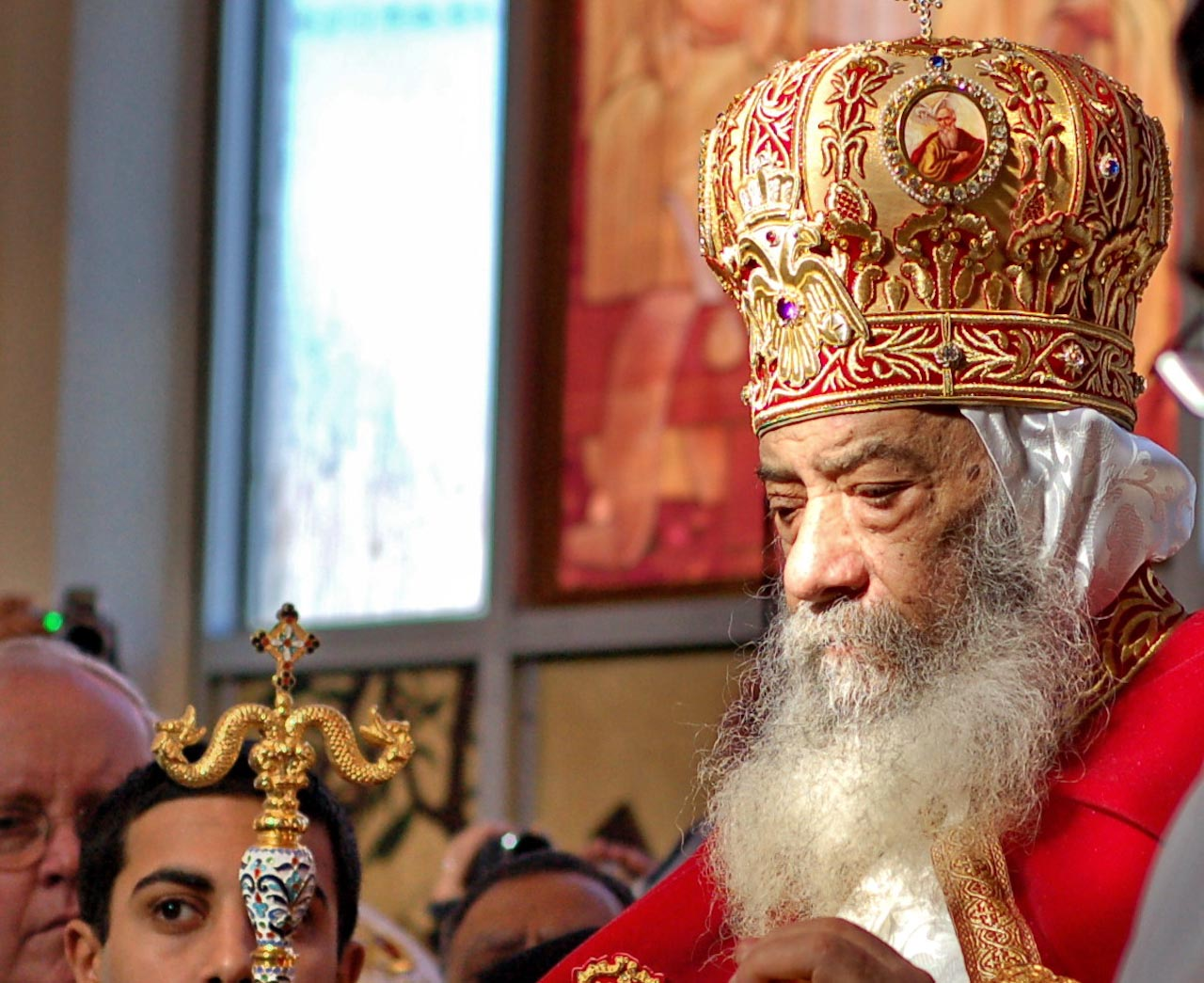
البابا شنودة الثالث خلال خدمة طقسية أثناء تكريس القديسة مريم وكنيسة القديس جورج القبطية في جزيرة ستاتن بنيويورك في ١٢ فبراير ٢٠٠٧.

طوال سنوات الثورة الأولى لم يحدث احتكاك واضح بينها وبين الكنيسة، بل لعل الأقباط كان وحدهم الذين نجوا من حفلات الاعتقال التي دشنتها الثورة طوال سنوات الخمسينيات والستينيات وطالت كل التيارات والاتجاهات بما فيها الشيوعيون والإخوان المسلمين، ولم يكن الأمر هنا فيه شيء من صفقة بين النظام والأقباط، وإنما جرت الأمور على طبيعتها فلم يكن للأقباط -كتجمع ديني- أي طموح سياسي بعد قيام ثورة يوليو على عكس الحال مع باقي التيارات الأخرى التي اصطدمت رغباتها مع طموح رجال الثورة، لكن الأمر اختلف في السبعينيات بعد أن اعتلى «السادات» وخلفه البابا «شنودة» قمة الرئاسة والكنيسة على الترتيب.
الاصطدام لم يأتِ مبكرا، وبخاصة أن الرئيس «أنور السادات» لم يكن في حاجة لتوسيع رقعة الأعداء الكثر أصلا، وبعد أن أزاح ما يعرف بـ«مراكز القوى الناصرية» كان لا بد وأن يلملم ولا يفرق لأنه مقدم على حرب حتمية مفروضة عليه لاسترداد الأرض، وبعد نصر أكتوبر عام 1973 بات «السادات» أكثر ثقة في نفسه وأكثر انفرادا بالقرار فكان قراره الأخطر بإطلاق يد الجماعات والتيار الإسلامي -دون قيد- في الجامعات والشارع السياسي المصري لمحاربة التيار اليساري والشيوعي فكان أن تحقق له هذا بالفعل.
وعلى الرغم من أنه لا يوجد توثيق دقيق وحصر واضح لأسباب اشتعال فتيل الفتنة بين المسلمين والمسيحيين وبخاصة في صعيد مصر.. إلا أن النار قد التهبت وكان لا بد من أن يكون للبابا «شنودة» رأياً فيما حدث.
قبل هذا كان البابا «شنودة» قد سجّل رفضه لاتفاقية السلام مع إسرائيل، وأكد ذلك بأن قرر عدم الذهاب مع الرئيس «السادات» في زيارته إلى إسرائيل عام 1977، هذا بطبيعة الحال صنع حالة عدائية من السادات تجاه البابا لأنه لم يتصور أن يخالفه أحد في قرارته بعد الحرب فما بالك إذا كان هذا هو القيادة الكبرى لكل الأرثوذكس الذين يشكلون أغلبية المسيحيين في مصر؟!
بات الصدام وشيكا.. وفي ظل اتهامات متزايدة من الأقباط بأن الدولة تغذي العنف تجاههم من قبل الجماعات الإسلامية، وعندما قام الرئيس «السادات» بزيارة إلى أمريكا كان الصدام.. إذ نظم الأقباط في أمريكا مظاهرة مناهضة لـ«السادات» رفعوا فيها لافتات تصف ما يحدث للأقباط في مصر بأنه اضطهاد وهو بالقطع ما أضر بصورة «السادات» كثيرا فطلب من معاونيه أن يتصلوا بالبابا ليرسل من يوقف هذه المظاهرات، وعندما حدث هذا فعلا متأخرا بعض الشيء ظن «السادات» بأن البابا «شنودة» يتحداه، فكانت أن أصدرت أجهزة الأمن قرارا للبابا بأن يتوقف عن إلقاء درسه الأسبوعي، الأمر الذي رفضه البابا ثم قرر تصعيد الأمر بأن أصدر قرارا بدوره بعدم الاحتفال بالعيد في الكنيسة وعدم استقبال المسؤولين الرسميين الذين يوفدون من قبل الدولة عادة للتهنئة..
بل وصل الأمر إلى ذروته عندما كتب في رسالته التي طافت بكل الكنائس قبيل الاحتفال بالعيد أن هذه القرارات جاءت «احتجاجا على اضطهاد الأقباط في مصر»، وكانت هذه المرة الوحيدة التي يقر فيه البابا علانية بوجود اضطهاد للأقباط في مصر ولم يفعلها بعد ذلك مطلقا.. أصبحت القطيعة بين «السادات» والبابا «شنودة» هي عنوان المشهد، ولذا كان من المنطقي أن يطول العقاب البابا في أيام «السادات» الأخيرة عندما أصدر في سبتمبر عام 1981 قراره بالتحفظ على 1531 من الشخصيات العامة المعارضة، لم يكن مصير البابا الاعتقال وإنما كان تحديد الإقامة في الدير بوادي النطرون.

## حكم مبارك

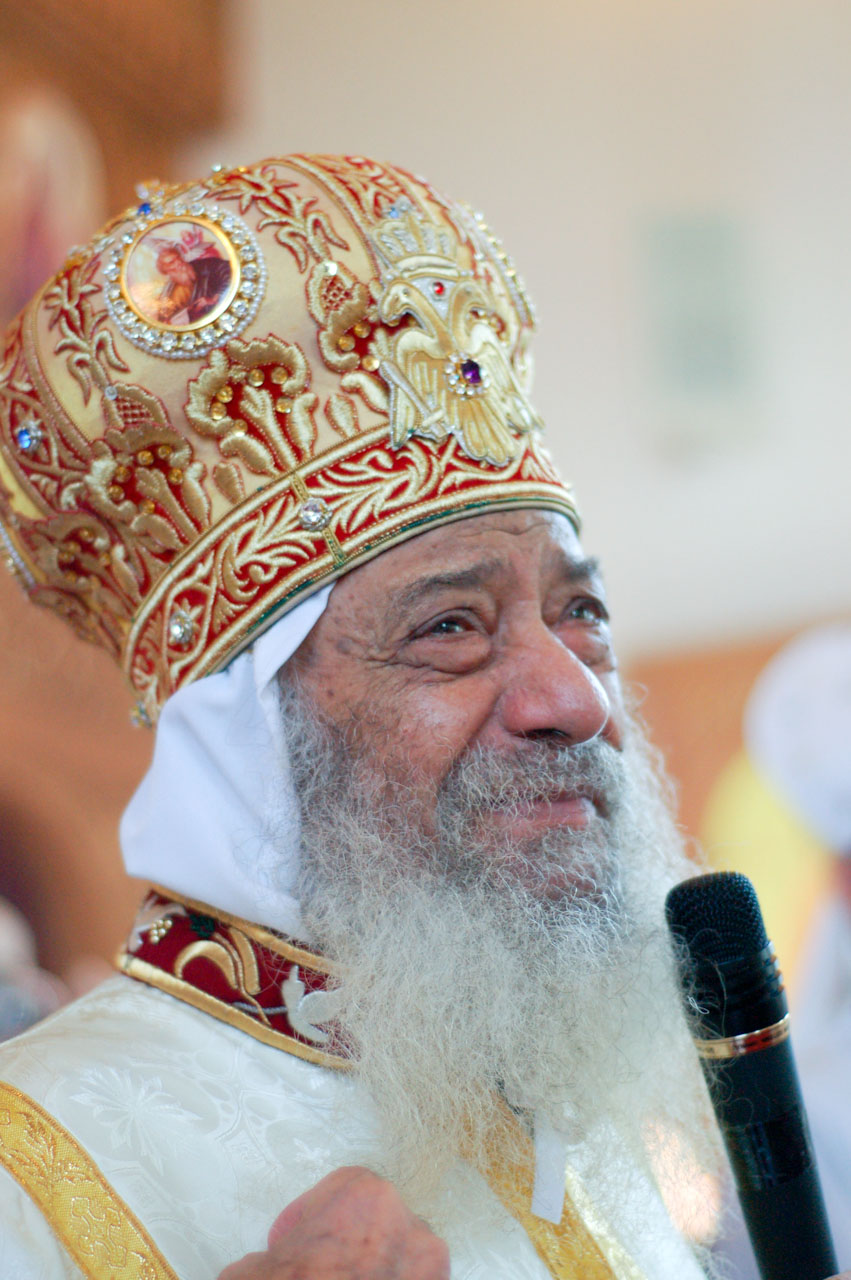
صورة للبابا شنودة الثالث في ملابس البابوية.

تقلد حسني مبارك مقاليد الرئاسة في 14 أكتوبر 1981 حيث قام في عام 1982 بالإفراج عن المعتقليين الذين قام سلفه السادات باعتقالهم وقابل بعضهم وكان على رأس هذا البعض «البابا شنودة»، ومن هذا اللقاء بدا واضحا أن سياسة الرئيس «مبارك» تتجنب الصدام بأي شكل من الأشكال مع الأقباط خاصة وبوصفه كان مقربا من الرئيس «السادات» بحكم منصبه كنائب له.

## وفاته

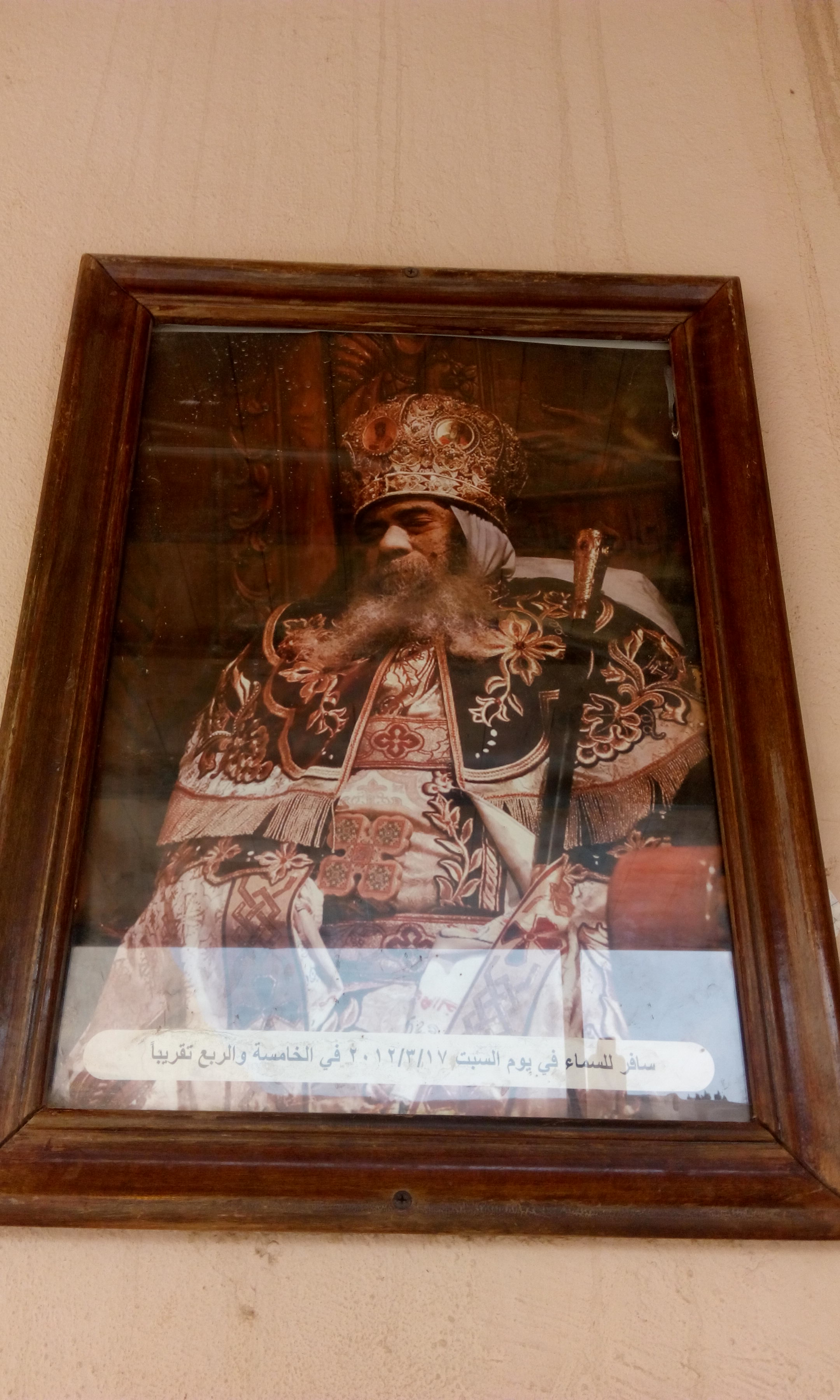
جثمان البابا شنودة

أعلن الأنبا بيشوي سكرتير المجمع المقدس يوم السبت 17 مارس 2012، وفاة البابا شنودة الثالث، بابا الإسكندرية وبطريرك الكرازة المرقسية، عن عمر يناهز 89 عاماً.

وأضاف في بيان رسمي: 
تم يوم الأحد 18 مارس 2012 وضع جثمان البابا في كامل هيئته الكهنوتية، على كرسى القديس مار مرقس في الكاتدرائية المرقسية بالعباسية، لإلقاء نظرة الوداع عليه.
وأقيم أول قداس صباح الأحد في وجود الجثمان، ورأس الصلاة الأنبا باخوميوس، قائم مقام البطريرك، في حضور معظم أساقفة المجمع المقدس للكنيسة القبطية الأرثوذكسية.
واستمر بقاء الجثمان على كرسى البابوية حتى يوم الثلاثاء 20 مارس 2012، لإتاحة الفرصة أمام أكبر عدد من الأقباط وزوار مصر لإلقاء نظرة الوداع على جثمان البابا شنودة، وتم نقل جثمانه يوم الثلاثاء بطائرة عسكرية بقرار مصدق من المشير محمد حسين طنطاوي إلى دير الأنبا بيشوي بوادي النطرون حيث أوصى بأن يدفن، إذ دفن في تابوت أهداه له بابا روما بندكت السادس عشر.

## وصلات خارجية
- شنودة الثالث على موقع أرشيف الشارخ.
- مقالات تستعمل روابط فنية بلا صلة مع ويكي بيانات
- من موقع كنيسة الأنبا تكلا هيمانوت الحبشي القس - الإسكندرية

| سبقه كيرلس السادس | بطريرك الإسكندرية شنودة الثالث | تبعه الأنبا تاوضروس |